# المركز الوطني لمكافحة الأمراض (ليبيا)
المركز الوطني لمكافحة الأمراض (NCDC) (بالإنجليزية: National Centre for Disease Control)‏ المعروف سابقًا باسم المركز الوطني للوقاية من الأمراض السارية والمتوطنة ومكافحته، هو معهد يعمل ضمن وزارة الصحة الليبية، تأسس في 1993 لتعزيز الصحة العامة والحماية الصحية للمواطنين وخاصة فيما يتعلق بمجال مكافحة الأمراض من خلال تعزيز القدرة على إيجاد الطرق العلمية للوقاية منها ومكافحتها بالتعاون مع المراكز المتخصصة المناظرة له بالعالم ومنظمة الصحة العالمية والمنظمات والمؤسسات الدولية ذات العلاقة، المقر الرئيسي يقع في طرابلس.

## تاريخ
لقد مر المركز بالعديد من المراحل
- عام 1993، أسس المركز الوطني لمراقبة أمراض الدرن والصدرية بموجب القرار رقم 227 لسنة 1993 م .
- عام 2002، دمج بعض المراكز الوطنية تحت مسمى المركز الوطني للوقاية من الأمراض السارية والمتوطنة ومكافحتها بموجب القرار رقم 78 لسنة 2002م.[2]

- عام 2010،
  - إعادة تسمية واختصاصات المركز بحيث سمي المركز الوطني لمكافحة الأمراض بموجب القرار رقم 281 لسنة 2010 م عن اللجنة الشعبية العامة (سابقاً).[3]
  - اعتماد الهيكل التنظيمي للمركز وبموجب ذلك حدد للمركز الاختصاصات التي تشمل جمع البيانات الأولية وإجراء المسوحات الميدانية، ومتابعة الأمراض والبلاغات التي ترد بشأنها من المستشفيات ومراكز ووحدات الرعاية الصحية ودراستها بهدف إيجاد الطرق العلمية للوقاية منها ومكافحتها بموجب رقم 22 لسنة 2010 م
- عام 2013، اعتماد الهيكل التنظيمي للمركز بموجب القرار الوزاري رقم 947 لسنة 2013 م [4]

## الفروع
- المركز الوطني لمكافحة الأمراض بمدينة جالو شرق ليبيا.

## الإدارات
- الإدارة العامة للمركز
- إدارة الشؤون الإدارية والخدمات
- إدارة الشؤون الماليـــــة
- إدارة مكافحة الدرن والجذام
- إدارة مكافحة الايدز والامراض المنقولة جنسياً
- إدارة الموارد البشرية
- إدارة مكافحة العدوى بالمرافق الصحية
- إدارة مكافحة الامراض المشتركة
- إدارة مختبرات الصحة العامة
- إدارة الرصد والاستجابة السريعة
- إدارة التطعيمات
- إدارة مكافحة الأمراض غير السارية
- إدارة برامج تعزيز وحماية الصحة
- إدارة الشؤون الفنية والهندسية
- إدارة الصيدلة والمعدات والمستلزمات الطبية
- إدارة الشهائد الصحية
- إدارة المشتريات والمخازن
- الميزانية والعمليات

## الميزانية والعمليات
لدى المركز الوطني لمكافحة الأمراض طاقم من 29 إداري و () طبيب وكانت الميزانية المالية لسنة () هي () مليون دينار ما يعادل تقريباً () مليون دولار.

## المهام الرئيسية
تتمثل المهام الرئيسية للمركز في:
1. وضع الخطط والبرامج اللازمة للوقاية من مرض الدرن والأمراض الصدرية ومرض نقص المناعة المكتسبة وغيرها من الأمراض السارية والمتوطنة والمزمنة ومكافحتها، والإشراف على تنفيذ تلك الخطط .
2. إعداد وتأهيل وتجهيز العناصر الطبية والطبية المساعدة والفنية للعمل في الوحدات التابعة للمركز .
3. إجراء الدراسات والأبحاث التقويمية لأعمال المكافحة بهدف تطويرها وتحسين ظروف أدائها .
4. تحصيل رسوم الكشف التي يتم تحديدها وفقاً للتشريعات النافذة .
5. المشاركة في وضع سياسة التردد والإيواء بالمستشفيات، المساهمة في رفع مستوى الخدمات العلاجية للحالات التي تدخل ضمن اختصاصه .
6. تنفيذ التوصيات والمقترحات المتعلقة بالبرامج الوطنية التي تقع في نطاق اختصاص المركز .
7. الاهتمام بوضع المعلومات والإحصائيات وتحليلها واستخلاص النتائج منها وتقديم الاستشارات الفنية للجهات العامة والخاصة .
8. القيام بوضع برامج للتوعية والتثقيف للوقاية من الأمراض السارية والمتوطنة والأمراض المزمنة .
9. وضع النماذج والسجلات الخاصة بالعلاج والإحالة للإيواء والخلو من المرض، وإصدار الشهائد الصحية اللازمة لمزاولة العمل والدراسة بالمؤسسات التعليمية وغيرها .
10. توفير الاحتياجات من المواد والمعدات والآلات والأدوية والأجهزة وكل ما يحتاجه المركز لأداء خدماته .
11. الإشراف المالي والإداري على جميع وحدات ومرافق علاج الدرن والأمراض الصدرية وغيرها من المرافق التابعة للمركز .
12. القيام بنشاط التقصي والترصد الوبائي وإعداد خطط الطوارئ لمواجهة ذلك .
13. الإشراف على خدمات التحصين، ووضع مواصفات مراكز التحصين وآليات العمل الخاصة به والكميات المطلوبة وتطوير برامج التحصين بما يخدم المجتمع وفق لأحدث التطورات العلمية .
14. اقتراح احتياجات الإمداد الطبي الخاص بأعمال المركز .
15. تجميع وتصنيف البحوث والدراسات التطبيقية في كافة المجالات الطبية والصحية و العمل على الاستفادة من نتائجها التطبيقية بليبيا .
16. الاهتمام بالأبحاث والدراسات المتعلقة بالأمراض المشتركة بين الإنسان والحيوان وكذالك تأثير المبيدات على الصحة العامة بالتنسيق مع الجهات ذات العلاقة .
17. تنظيم المؤتمرات العلمية والحلقات الدراسية والدورات التدريبية، واقتراح إيفاد المتميزين في بعثات دراسية بالخارج وفقا للوائح المعمول بها في هذا الشأن .
18. اتخاذ إجراءات توثيق الأمراض السارية والمتوطنة و المزمنة بليبيا التي تقع في اختصاص المركز، وإعداد التقارير اللازمة عنها .
19. التعاون مع الهيئات والمنظمات المتخصصة في مجال عمل المركز .
20. إقرار الدراسات والأبحاث و المسوح في المجالات الصحية المختلفة بما يخدم الطب الوقائي والمساعدة في الطب العلاجي .
21. الرقابة الفنية على مختلف الأنشطة التي يختص بها المركز والتي تدار من جهات أخرى .
22. اقتراح إنشاء مختبرات الصحة العامة وتجهيزاتها ووضع سياسات العمل الفني بمصارف الدم والتجهيزات اللازمة لضمان سلامته وتطويرها بالتعاون مع جميع الجهات ذات العلاقة .
23. اقتراح إنشاء المرافق الصحية الإيوائية للأمراض السارية والمتوطنة و المزمنة .
24. دراسة أسباب الأمراض المزمنة وغيرها من أمراض القلب وضغط الدم وداء السكري والسمنة والأورام والصحة النفسية والإدمان والأمراض التنفسية من جميع النواحي الاجتماعية والاقتصادية و البيئية من اجل رسم السياسات الصحية للحد من هذه الأمراض .
25. دراسة مشاكل الرعاية الصحية الأولية والمساعدة في حلها ” الصحة المدرسية – صحة الام والطفل – التغذية الصحية – صحة الفم والأسنان – الصحة النفسية – الصحة المهنية – الرعاية الاجتماعية والصحية للمسنين والعجزة ” واستحداث البرامج العلمية والعملية اللازمة لها وتطويرها وإعداد نظم الإحالة للحالات المرضية ” .

## نشاطات
- يعمل المركز الوطني الليبي لمكافحة الأمراض في مناطق تحت سيطرة طرفي الصراع في البلاد.[6]
- رصد أول حالة إصابة بفيروس كورونا في ليبيا يوم الثلاثاء 25 مارس  2020.[7][8]

## وصلات خارجية
- أخبار المركز الوطني لمكافحة الأمراض